# Torpedowce typu Demirhisar
Torpedowce typu Demirhisar – tureckie torpedowce z początku XX wieku. W latach 1906–1907 we francuskiej stoczni Schneider & Cie w Chalon-sur-Saône zbudowano cztery okręty tego typu. Jednostki weszły w skład marynarki Imperium Osmańskiego w 1907 roku i wzięły udział w I wojnie bałkańskiej i I wojnie światowej, podczas której utracone zostały „Demirhisar” i „Hamidabad”. Pozostałe dwa okręty („Sultanhisar” i „Sivrihisar”) służyły pod banderą Republiki Turcji w latach 20., a złomowane zostały w 1935 roku.

## Projekt i budowa
Kontrakt na budowę czterech torpedowców typu Demirhisar (a także czterech niszczycieli typu Samsun) podpisano 22 stycznia 1906 roku. Okręty zostały ostatecznie zamówione przez Turcję we Francji 25 października 1906 roku. Jednostki były identyczne z budowanymi dla Marine nationale torpedowcami typu 38-metrowego Nr 309–311 i 353–358.
Wszystkie okręty zbudowane zostały w stoczni Schneider & Cie w Chalon-sur-Saône. Stępki okrętów położono w 1906 roku, a zwodowane zostały w 1907 roku .
| Okręt         | Stocznia        | Położenie stępki | Wodowanie | Wejście do służby | Los                               |
| ------------- | --------------- | ---------------- | --------- | ----------------- | --------------------------------- |
| „Demirhisar”  | Schneider & Cie | 1906             | 1907      | 1907              | zatopiony 16 kwietnia 1915        |
| „Sultanhisar” | Schneider & Cie | 1906             | 1907      | 1907              | wycofany w 1928, złomowany w 1935 |
| „Sivrihisar”  | Schneider & Cie | 1906             | 1907      | 1907              | wycofany w 1928, złomowany w 1935 |
| „Hamidabad”   | Schneider & Cie | 1906             | 1907      | 1907              | zatopiony 31 października 1917    |

## Dane taktyczno-techniczne
Okręty były torpedowcami z kadłubem wykonanym ze stali. Długość całkowita wynosiła 40,2 metra (38 metrów między pionami), szerokość 4,4 metra i zanurzenie 1,9 metra . Wyporność normalna wynosiła 97–97,5 tony, a pełna 101 ton . Jednostki napędzane były przez pionową trzycylindrową maszynę parową potrójnego rozprężania Schneider & Cie o mocy 2200 KM, do której parę dostarczały dwa kotły wodnorurkowe du Temple . Prędkość maksymalna napędzanych jedną śrubą okrętów wynosiła 26 węzłów. Zapas węgla wynosił 11,2 tony.
Na uzbrojenie artyleryjskie jednostek składały się dwa pojedyncze działka kalibru 37 mm Hotchkiss QF L/20 z zapasem 200 nabojów . Broń torpedową stanowiły trzy wyrzutnie kalibru 450 mm: jedna stała na dziobie i zamontowany na pokładzie podwójny obracalny aparat torpedowy, z łącznym zapasem pięciu torped .
Załoga pojedynczego okrętu składała się z 3 oficerów i od 17 do 20 podoficerów i marynarzy .

## Służba
Wszystkie okręty typu Demirhisar zostały wcielone w skład marynarki wojennej Imperium Osmańskiego w 1907 roku w Stambule . „Demirhisar” w 1911 roku wziął udział w wojnie włosko-tureckiej. Wszystkie cztery jednostki uczestniczyły w I wojnie bałkańskiej: m.in. 14 grudnia 1912 roku „Sultanhisar” wraz z niszczycielem „Basra” oraz krążownikiem „Mecidiye” wziął udział w nierozstrzygniętej potyczce z greckimi niszczycielami, a 16 grudnia „Sivrihisar” uczestniczył w bitwie zespołu tureckiego z flotą grecką koło przylądka Elli.
W momencie wybuchu I wojny światowej torpedowce typu Demirhisar były już mocno wyeksploatowane i zdolne do osiągnięcia prędkości zaledwie 16 węzłów . Ich załogi składały się wówczas z 4 Niemców i 32 Turków. Według stanu na 27 października 1914 roku wszystkie jednostki tego typu wchodziły w skład 2. Dywizjonu Torpedowców. Przez większą część wojny okręty typu Demirhisar wykorzystywane były głównie do zwalczania okrętów podwodnych. 16 kwietnia 1915 roku „Demirhisar” uciekając przed brytyjskimi okrętami wpadł na skały nieopodal wyspy Chios i uległ zniszczeniu w wyniku ostrzału artyleryjskiego i następnie wysadzenia wraku przez oddział abordażowy. 30 kwietnia 1915 roku „Sultanhisar” zaatakował na Morzu Marmara australijski okręt podwodny HMAS AE2, zmuszając go do wynurzenia i samozatopienia, a jego licząca trzech oficerów i 29 marynarzy załoga została podjęta przez torpedowiec i trafiła do niewoli. 11 sierpnia 1915 roku „Sivrihisar” wykonał atak torpedowy na brytyjski okręt podwodny HMS E11, który uniknął trafienia wykonując alarmowe zanurzenie, a 17 września stoczył nierozstrzygnięty pojedynek artyleryjski z HMS E12. 10 grudnia 1915 roku „Hamidabad” uczestniczył w akcji ratowniczej załóg kanonierek „Yozgat” i „Taşköprü”, zatopionych przez rosyjskie niszczyciele „Dierzkij”, „Gniewnyj” i „Biespokojnyj”.
31 października 1917 roku „Hamidabad” został zatopiony nieopodal miejscowości İğneada przez rosyjskie niszczyciele „Pyłkij” i „Bystryj”. „Sultanhisar” i „Sivrihisar” zostały w październiku 1918 roku odstawione do rezerwy. W 1924 roku obie jednostki podjęły czynną służbę w nowo powstałej marynarce wojennej Republiki Turcji. Okręty wycofano ze składu floty w 1928 roku i złomowano w 1935 roku .